# تیم ملی فوتبال سنت لوسیا
تیم ملی فوتبال سنت لوسیا نمایندهٔ کشور سنت لوسیا در مسابقات بین‌المللی است که زیر نظر فدراسیون فوتبال سنت لوسیا فعالیت می‌کند.
اولین بازی رسمی این تیم در تاریخ ۱۸ ژوئن ۱۹۸۹ میلادی در برابر تیم ملی فوتبال جامائیکا برگزار شده‌است.